# Дом Пьера Лоти
Дом Пьера Лоти (фр. Maison de Pierre Loti) — муниципальный дом-музей в городе Рошфор (департамент Приморская Шаранта, Франция), посвящённый жизни и творчеству французского писателя Пьера Лоти. Он долгое время служил во французском флоте в связи с чем посетил многие экзотические страны, что послужило основой для его литературного творчества. Лоти наиболее известен как автор колониальных романов. С 1890-х годов стал обустраивать в своём вкусе родной дом, увеличив владение путём приобретения соседнего строения. Музей был открыт для публики в 1973 году, после того как был продан сыном Лоти властям города. В 1990 году дом-музей был признан историческим памятником. В связи с негативным влиянием со стороны посетителей, начиная со второй половины 1990-х годов были приняты меры по сокращению визитов. С 2012 года музей находится на реконструкции, которая планируется к окончанию в 2023 году.

## История
Луи Мари-Жюльен Вио, известный под псевдонимом Пьер Лоти — французский офицер флота и писатель, стал знаменит как автор колониальных романов из жизни экзотических стран. Он родился в 1850 году в Рошфоре, где проживал в доме принадлежащем его семье с начала XIX века. Посвятил себя французскому флоту, где постепенно продвигаясь по службе, дослужился в 1906 году до капитана. Побывал во многих странах мира, впечатления от которых легли в основу его обширного литературного творчества. Писательскую деятельность начал в 1876 году, когда после посещения Константинополя его сослуживцы убедили начать публикацию отрывков из дневника. Издал ряд колониальных романов, действие которых происходит в экзотической обстановке (Таити, Сенегал, Исландия, Турция, Япония, Египет, Марокко, Индия). С 1890-х годов начал активно обустраивать на свой вкус семейное владение, площадь которого увеличил после покупки соседнего дома в 1895 году. После этого он систематически занимался реконструкцией этих зданий и созданием в них экзотических интерьеров. В 1891 году Лоти был избран во Французскую академию, что вызвало протесты со стороны некоторых членов интеллектуальных кругов, расценивавших его творчество как легковесное. Умер в 1923 году в городе Андай (департамент Атлантические Пиренеи) и был похоронен в Сен-Пьер-д’Олерон, на острове Олерон, в саду дома, принадлежавшего его семье. Романы Лоти при его жизни имели международный успех, но со временем утратили популярность. Некоторый интерес к ним стал пробуждаться в конце XX века.

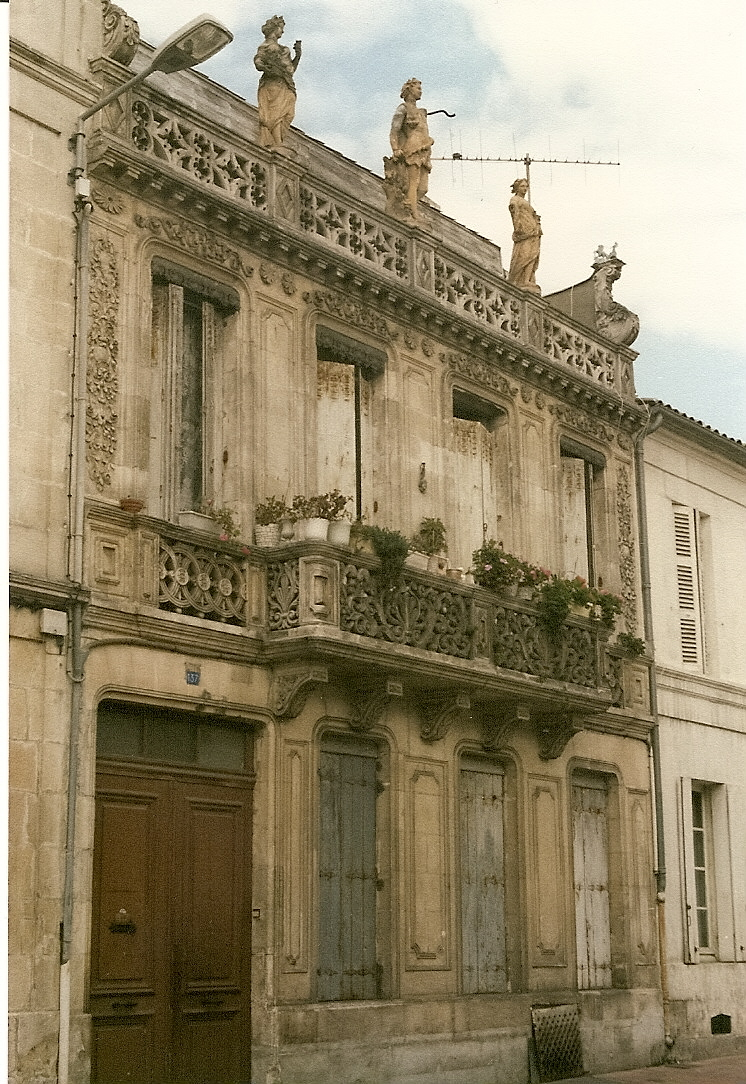
Фасад дома Пьера Лоти

В доме в Рошфоре долгое время проживал сын романиста Сэмюэль Пьер Лоти-Вио. В 1969 году он продал его властям города, которые превратили его в муниципальный музей и открыли для публики в 1973 году. После этого на небольшой части особняка продолжала проживать вдова Сэмюэля Лоти-Вио. Со временем дом стал приобретать популярность и в 1982 году его посетили более 15 000 человек. Эта тенденция продолжилась и в дальнейшем: в 1992 году там побывало уже 44 000 человек. В 1985 году началась инвентаризация и каталогизация, находившегося на балансе имущества. Повышению внимания к музею способствовали оригинальные интерьеры и необычная судьба писателя, о чём неоднократно отмечалось в литературе и СМИ. В 1980—1990-е годы Лоти были посвящены ряд литературно-критических трудов, способствовавших возрождению к нему интереса как неординарному писателю и многосторонне одарённой личности. В 1990 году дом-музей был признан историческим памятником.
В 1995 году на одном из французских общенациональных телеканалов была показана прямая трансляция из музея, что ещё более привлекло внимание к нему со стороны публики. Это увеличило количество желающих попасть туда настолько, что администрация вынуждена была отказывать в удовлетворении всех заявок на экскурсии. В связи с тем, что экспонаты представлены в натуральном виде, без помещения их «под стекло», со второй половины 1990-х годов стали приниматься меры по ограничению числа гостей, путём сокращения членов групп и индивидуальных посетителей, а также повышением цен на входные билеты. Ещё одной причиной является хрупкость самого строения, в частности, фундамента. В второй половине 1990-х годов количество туристов находилось в пределах 33 000—38 000.
С 2012 года дом-музей находится на реконструкции, которая планируется быть закончена в 2023 году.

## Описание
Дом-музей находится в Рошфоре на улице Пьера Лоти, 141 (rue Pierre-Loti, 141), названной в честь писателя. На первом этаже находятся Красная и Синяя гостиные, которые наиболее соответствуют помещениям семьи Вио, а остальные комнаты обставлены непосредственно Пьером Лоти. По словам Габи Скаон, директора Художественно-исторического музея Рошфора и дома Пьера Лоти этот музей представляет собой яркое свидетельство вкусов хозяина, его воспоминаний о детских годах, многочисленных путешествиях и экзотических странах: «В своём довольно скромном, среднего достатке доме он сумел создать фантастический мир, в котором соседствуют различные исторические эпохи (Готическая комната, комната Возрождения, Крестьянская комната), экзотика Ближнего Востока (Турецкая гостиная, Арабская спальня, комната мечети и мумии), экзотика Дальнего Востока (Японская пагода и Китайская гостиная), а также его собственный интимный мир (Красная гостиная, его спальня, кабинет отца)».